# Portugal i olympiska vinterspelen 2018
Portugal deltog i de olympiska vinterspelen 2018 i Pyeongchang, Sydkorea, med en trupp på två atleter (två män) fördelat på två sporter.
Vid invigningsceremonin bars Portugals flagga av längdskidåkaren Kequyen Lam.